# Bläckhjärta (film)
Bläckhjärta (amerikansk titel: Inkheart) är en amerikansk äventyrsfilm baserad på boken med samma namn. Filmen är regisserad av Iain Softley och hade urpremiär 11 december 2008 i Tyskland. Sverigepremiär hade filmen den 6 mars 2009 och 15 januari samma år i USA. Eliza Bennett har gjort ett soundtrack som heter My Declaration till filmen. I den musikvideon är även Rafi Gavron med som spelar Farid i filmen.

## Medverkande
- Brendan Fraser - Mo "Silvertongue" Folchart
- Sienna Guillory - Resa
- Eliza Benett - Meggie Folchart
- Paul Bettany - Dustfinger
- Helen Mirren - Elinor Loredan
- Jim Broadbent - Fenoglio
- Jennifer Connelly - Roxanne